# グリズリー (映画)
『グリズリー』（原題：Grizzly）は、1976年公開のアメリカ映画。国立公園に出現した巨大なハイイログマの恐怖を描く。

## あらすじ
国立公園の森林地帯で二人の女性キャンパーが惨殺された。自然保護官のチーフであるケリーは検死の結果、犯人が飢えた熊であることを知るが、動物行動学者のスコットは特に獰猛かつ凶暴な巨大ハイイログマ（グリズリー）の仕業だと断定する。だがグリズリーの存在を否定する公園管理者のキトリッジは、ケリーやスコットの警告に全く耳を貸さない。
グリズリーによる犠牲者が次々と増えていく中、ケリーとスコットはベトナム帰りのヘリパイロットであるドンの協力を得てグリズリー退治に乗り出すのだが……。

## キャスト
| 役名                   | 俳優                       | 日本語吹替                                                   |
| 役名                   | 俳優                       | 東京12ch版                                                   |
| ---------------------- | -------------------------- | ------------------------------------------------------------ |
| マイケル・ケリー       | クリストファー・ジョージ   | 小林清志                                                     |
| ドン・ストーバー       | アンドリュー・プライン     | 仲村秀生                                                     |
| アーサー・スコット     | リチャード・ジャッケル     | 田中信夫                                                     |
| アリソン・コーウィン   | ジョーン・マッコール       | 栗葉子                                                       |
| チャールズ・キトリッジ | ジョー・ドーシー           | 村松康雄                                                     |
| サミュエル・ハリット   | チャールズ・キッシンジャー | 上田敏也                                                     |
| レンジャートム         | トム・アーキュレイジ       | 納谷六朗                                                     |
| レンジャーゲイル       | ヴィッキー・ジョンソン     | 岡本牧子                                                     |
| 不明 その他            |                            | 安田隆 青山淑子 岡田道子 広瀬正志 稲葉実 大山高男 鈴木れい子 |
| 日本語版制作スタッフ   |                            |                                                              |
| 演出                   | 演出                       | 好川阿津志                                                   |
| 翻訳                   | 翻訳                       | たかしまちせこ                                               |
| 効果                   | 効果                       | PAG                                                          |
| 調整                   | 調整                       | 坂巻四郎                                                     |
| 制作                   | 制作                       | グロービジョン                                               |
| 解説                   | 解説                       | 深沢哲也                                                     |
| 初回放送               | 初回放送                   | 1979年4月5日 『木曜洋画劇場』                                |

※スティングレイから2009年1月21日に発売されたDVDは、再放送時の音源が収録されていたが、2020年4月21日発売のBlu-rayには初回放送時のノーカット版の音源が収録された。

## 解説
1975年夏（日本では年末）に公開された、人喰い鮫の恐怖を描いた『ジョーズ』は世界的に大ヒットとなり、これ以降様々な生物が人間を襲うパニック映画が量産されることになる（それまでもヒッチコック監督の『鳥』など、特定の生物が人間を襲う作品は存在したが、ここまでのブームとなる作品はなかった）。その中でも先陣を切って製作・公開されたのが本作である。
実際はかなりの低予算映画だが、タイトルやメインビジュアルのインパクトも手伝い、便乗企画ながら世界中でヒットを飛ばし、『ハロウィン』（1978年）の登場まで“最も成功したインディペンデント映画”と呼ばれていた。特に日本では驚異的な売り上げとなり、1976年の外国映画興行成績で第8位（配収5億9千万）を記録した。
監督のウィリアム・ガードラーは、さらに『エクソシスト』に影響された『マニトウ』を作り、大ヒット作品のエピゴーネン作品を二つも作った人物として記憶されている。

## 『ジョーズ』の影響
本作では舞台を海から山へ変えた上で、物語の運びや登場人物の関係など多くの部分で『ジョーズ』の骨格をそのまま用いている。特に、ヘリ・パイロットのドンが語る「グリズリーの群れに襲われ全滅した先住民族」のエピソードなどは、『ジョーズ』でロバート・ショウ扮する漁師のクイントが語る「巡洋艦インディアナポリス号の惨劇」をあからさまに模倣している。
本作の他にも1970年代後半『ジョーズ』の影響下で製作された同傾向の映画（アニマル・ホラー、動物パニック、生物パニックなどと呼称されるジャンル）には以下のような作品が存在する。
- 『巨大生物の島』（1976年）
- 『キラー・ビー』（1976年）
- 『スクワーム』（1976年）
- 『アニマル大戦争』（1977年）
- 『怒りの群れ』（1977年）
- 『オルカ』（1977年）
- 『恐竜・怪鳥の伝説』（1977年）
- 『巨大クモ軍団の襲撃』（1977年）
- 『タイガーシャーク』（1977年）
- 『テンタクルズ』（1977年）
- 『キラーフィッシュ』（1978年）
- 『スウォーム』（1978年）
- 『パニック・アリゲーター/悪魔の棲む沼』（1978年）
- 『ピラニア』（1978年）
- 『プロフェシー/恐怖の予言』（1979年）
- 『アリゲーター』（1980年）
- 『ジョーズ・リターンズ』（1980年）
- 『クジョー』（1983年）
- 『猛獣大脱走』（1983年）
- 『ドッグ』（2022年）

## 関連作品
- 『キラー・グリズリー』

本作の翌年、1977年に公開されたエピゴーネン作品、スペインなどで公開された際には「Grizzly 2」として発表されている。
- 『Grizzly II: Revenge』

1983年に製作された、本作の公式な続編だったが、諸般の事情からお蔵入りとなり、2020年のハリウッド・リール・インディペンデント映画祭にて30余年後に初公開されようやく日の目を見る事になった、2021年にはビデオソフト化された。また、当時まだ無名のジョージ・クルーニー、チャーリー・シーン、ローラ・ダーンらが端役で出演している。

## 映像ソフト
- 『グリズリー』（2001年11月23日、クリエイティブアクザ）
- 『allcinema SELECTION グリズリー 特別版』（2009年1月21日、株式会社スティングレイ）
- 『allcinema SELECTION Blu-ray グリズリー 超・特別版』（2020年4月21日、株式会社スティングレイ）

## オリジナル サウンドトラック
- 『グリズリー』（2018年10月1日、レーベル：DRAGONより初CD化で発売。品番：DDR609）